# Hercostomus macropygus
Hercostomus macropygus är en tvåvingeart som beskrevs av Meijere 1916. Hercostomus macropygus ingår i släktet Hercostomus och familjen styltflugor. Inga underarter finns listade i Catalogue of Life.